# Hillar Kärner
Hillar Kärner (Tallinn, 27 de julio de 1935 –  19 de febrero de 2017) fue un ajedrecista estonio, que ganó el Campeonato de ajedrez de Estonia en siete ocasiones. Consiguió el título de Maestro Internacional en 1980.

## Biografía
Kärner ya ganó en 1951 el título estonio escolar. En dos ocasiones ganó el Campeonato Rural de Estonia (1965, 1966). En 1964 se convirtió en maestro soviético y en 1980 pudo conseguir el de Maestro Internacional en Bulgaria a la vez que pudo compartir su primer lugar en la Copa Riga.
Fue campeón nacional en siete ocasiones (1970, 1975, 1977, 1983–85 y 1987). Kärner participó en nueve ocasiones en el Campeonato Soviético (1962-1967, 1972–1985) y una vez jugó con el equipo estonio «Jõud» en la Copa Soviética por equipos (1968).
De 1973 a 1989 participó en los torneos internacionales de Tallinn. Su mejor puesto fue un séptimo puesto en 1977. Desde la década de los 60, Kärner trabajó en la fábrica Excavator, más tarde el instituto de proyectos rurales «EKE Projekt» y la Paul Keres Casa del Ajedrez.
Kärner es el autor del libro «Kuus aastakümmet Caissa lummuses» publicada por Argo en 2012, (ISBN 9789949466580).